# 王紹爾
王紹爾（1953年7月4日—），香港政治人物，民主建港協進聯盟成員，前自民聯及港進聯成員。
曾參選1995年香港立法局選舉九龍南選區但落敗。1997年成為臨時立法會議員。1998年於批發及零售界功能組別角逐連任失敗。